# Sumeriska kungalistan

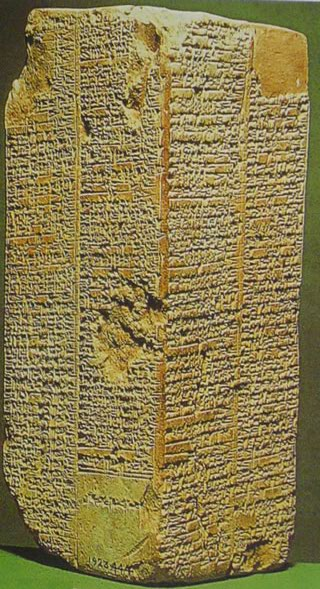
Sumeriska kungalistan från omkring 1820 f.Kr.

Den sumeriska kungalistan är en lista som räknar upp kungarna av Sumer och andra riken. Listan nämner var vilken kung hade sitt säte och hur länge han regerade. Emellertid tycks många av kungarna var rent mytologiska då de sägs har regerat i ett eller flera sekler. Dessutom är flera historiska kungar kända som inte återfinns på listan. Nedan presenteras några av de mest betydelsefulla kungar och dynastier som förekommer i listan.

## Kungar av Kish

### Första dynastin
| Konung                                                                                                | Epitet                                                             | Tid som konung | Ungefärligt datum        | Kommentarer |
| --- | ------------------------------------------------------------------ | -------------- | ------------------------ | --- |
| "efter att syndafloden svept över landet och kungaskapet nedstigit från himmelen var kungarna i Kish" |                                                                    |                |                          | |
| Jushur                                                                                                |                                                                    | 1200 år        | Oklart                   | Inga kungar som nämns i listan innan Etana finns omnämnda i andra källor. Deras existens är inte arkeologiskt bevisat.    |
| Kullassina-bel                                                                                        |                                                                    | 960 år         |                          | |
| Nangishlishma                                                                                         |                                                                    | 670 år         |                          | |
| En-tarah-ana                                                                                          |                                                                    | 420 år         |                          | |
| Babum                                                                                                 |                                                                    | 300 år         |                          | |
| Puannum                                                                                               |                                                                    | 840 år         |                          | |
| Kalibum                                                                                               |                                                                    | 960 år         |                          | |
| Kalumum                                                                                               |                                                                    | 840 år         |                          | |
| Zuqaqip                                                                                               |                                                                    | 900 år         |                          | |
| Atab                                                                                                  |                                                                    | 600 år         |                          | |
| Mashda                                                                                                | "Son till Atab"                                                    | 840 år         |                          | |
| Arwium                                                                                                | "Son till Mashda"                                                  | 720 år         |                          | |
| Etana                                                                                                 | "Herden som uppsteg till himmelen och enade alla främmande länder" | 1500 år        |                          | Första kung som omnämns i andra källor. I detta fall i Mesopotamisk mytologi. Dock ej bevisat att han faktiskt existerat. |
| Balih                                                                                                 | "Son till Etana"                                                   | 400 år         |                          | |
| En-me-nuna                                                                                            |                                                                    | 660 år         |                          | |
| Melem-kish                                                                                            | "Son till En-me-nuna"                                              | 900 år         |                          | |
| Barsal-nuna                                                                                           | "Son till En-me-nuna"                                              | 1200 år        |                          | |
| Zamug                                                                                                 | "Son till Barsal-nuna"                                             | 140 år         |                          | |
| Tizqar                                                                                                | "Son till Zamug                                                    | 305 år         |                          | |
| Ilku                                                                                                  |                                                                    | 900 år         |                          | |
| Iltasadum                                                                                             |                                                                    | 1200 år        |                          | |
| En-me-barage-si                                                                                       | "Som kuvade Elam"                                                  | 900 år         | ca.2600 år före kristus  | Den första konungen på listan vars existens är bevisad genom arkeologisk forskning.                                       |
| Aga av Kish                                                                                           | "son till En-me-barage-si"                                         | 625 år         | ca. 2600 år före kristus | Skall ha levt samtidigt som Gilgamesh och varit dennes rival enligt Gilgamesheposet.                                      |
| "Efter det besegrades Kish och kungaskapet fördes till E-ana"                                         |                                                                    |                |                          | |

### Andra dynastin
| Konung                                                   | Epitet            | Tid som konung | Ungefärligt datum        | Kommentar                                        |
| -------------------------------------------------------- | ----------------- | -------------- | ------------------------ | ------------------------------------------------ |
| Susuda                                                   | "Valkaren"        | 201 år         | ca. 2600 år före kristus | "Valkaren" står för en som Sysslar med Valkning. |
| Dadasig                                                  |                   | 81 år          |                          |                                                  |
| Mamagal                                                  | "Båtsmannen"      | 360 år         |                          |                                                  |
| Kalbum                                                   | "Son till Mamagal | 195 år         |                          |                                                  |
| Tuge                                                     |                   | 360 år         |                          |                                                  |
| Men-nuna                                                 | "Son till Tuge"   | 180 år         |                          |                                                  |
| Enbi-istar                                               |                   | 290 år         |                          |                                                  |
| Lugalngu                                                 |                   | 360 år         |                          |                                                  |
| "Sedan besegrades Kish och kungaskapet togs till Hamazi" |                   |                |                          |                                                  |

### Tredje dynastin
| Konung                                                   | Epitet                                   | Tid som konung | Ungefärligt datum        | Kommentar |
| -------------------------------------------------------- | ---------------------------------------- | -------------- | ------------------------ | --- |
| Kug-bau                                                  | "Krogägarinnan som stärkte Kish grunder" | 100 år         | Ca. 2500 år före kristus | Den enda kvinnan i kungalistan Skall ha gjort Kish självständigt från En-anna-tum den förste av Lagash och En-shag-kush-ana av Uruk. Levde samtidigt som Puzur-Nirah av Akshak enligt E-sagliakrönikan |
| "Sedan besegrades Kish och kungaskapet togs till Akshak" |                                          |                |                          | |

### Fjärde dynastin
| Konung                                                       | Epitet                | Tid som konung | Ungefärligt datum             | Kommentar                                      |
| ------------------------------------------------------------ | --------------------- | -------------- | ----------------------------- | ---------------------------------------------- |
| Puzur-suen                                                   | "Son till Kug-bau"    | 25 år          | ca. 2500-2400 år före kristus |                                                |
| Ur-Zababa                                                    | "Son till Puzur-suen" | 6 år           | ca. 2300 år före kristus      | "Sargon av Akkad skall ha varit hans Munskänk" |
| Zimudar                                                      |                       | 30 år          |                               |                                                |
| Usi-watar                                                    | "Son till Zimudar"    | 7 år           |                               |                                                |
| Eshtar-muti                                                  |                       | 11 år          |                               |                                                |
| Ishme-Shamash                                                |                       | 11 år          |                               |                                                |
| Shu-ilishu                                                   |                       | 15 år          |                               |                                                |
| Nanniya                                                      | "Juveleraren"         | 7 år           | ca. 2303-2296 före kristus    |                                                |
| "Efter detta besegrades Kish och kungaskapet togs till Uruk" |                       |                |                               |                                                |

## Gammalsumeriska kungar
Härskare i: Ur, Uruk, Lagash, Girsu, Umma, Shuruppak, Adab, Nippur
- Enmerkar - (Uruk ca 2700 f.Kr.)
- Lugalbanda - (Uruk ca 2700 f.Kr.)
- Gilgamesh - (Uruk ca 2700 f.Kr.)
- Ur-Nanshe - (Lagash ca 2600 f.Kr.)
- Uru-inim-gina - (Lagash ca 2350 f.Kr.)
- Lugalzagesi - (Umma - enade Sumer omkring 2350 f.Kr.)

## Gammalakkadiska kungar
Kungar av Akkad (årtal enligt mellersta kronologin).
- Sargon I Šarrum-kin 2334 - 2279 f.Kr.
- Rimush Rimuš 2278 – 2270 f.Kr.
- Manishtushu Maništušu 2269 – 2255 f.Kr.
- Naram-Sin 2254 – 2218 f.Kr.
- Shar-kali-sharri Shar-kali-šarri 2217 – 2193 f.Kr.

Akkadiska imperiets fall

## Nysumeriska kungar
Kungar av Ur
- Ur-Nammu 2112 - 2095 f.Kr.
- Shulgi 2094 – 2047 f.Kr.
- Amar-Suen 2046 - 2038 f.Kr.
- Shu-Sin 2037 - 2029 f.Kr.
- Ibbi-Sin 2028 - 2004 f.Kr.